# Changsha
Changsha (chinois : 长沙 ; pinyin : Chángshā ; litt. « long sable ») est la capitale de la province chinoise du Hunan. Elle est située à l'est du Hunan, au bord de la rivière Xiang dont la longue île sablonneuse lui a donné son nom.
Cette ville est aussi symbolique de la naissance du communisme chinois, car, si celui-ci a pris ses bases théoriques en France, avec des membres importants comme Deng Xiaoping, Zhou Enlai, Chen Yi, Cai Hesen, Li Lisan, Zhao Shiyan, Li Weihan, étant partis y étudier dans les années 1920 ou en Russie, c'est ici qu'a commencé la guerre civile qui a mené la seconde révolution chinoise jusqu'à la république populaire de Chine, le 1er octobre 1949. Cette ville présente quelques lieux liés à la lutte entre les Parti communiste chinois et le Kuomintang (parti nationaliste chinois), ainsi que quelques lieux de pèlerinage pour les nostalgiques de Mao Zedong. Le président Mao est en effet né dans le Hunan et a suivi, dans sa jeunesse, l'école de Changsha Shifan pendant quelques années. Il y a rencontré sa première femme[réf. nécessaire], qui plus tard fut tuée dans cette même ville par le parti nationaliste.
La ville est volontairement incendiée en 1938 par le Kuomintang dirigé par Tchang Kaï-chek, pour empêcher les troupes japonaises de s'emparer de ses richesses, ce qui provoque la destruction totale de son patrimoine historique vieux de 2 500 ans.
La ville a été le site d'une marche d'opposition au printemps 1989.

## Histoire
Les plus anciennes traces de peuplement datent du néolithique, de nombreuses poteries, haches et outils ont été découverts.
Durant la dynastie des Han de l'ouest, le titre de «principauté » a été accordé à une famille noble locale, le musée du Hunan y conserve les reliques de la tombe de la princesse de Dai, Xin Zhui.
Cai Hesen et Mao Zedong se retrouvent en 1914 dans la même classe d'une école normale à Changsha.

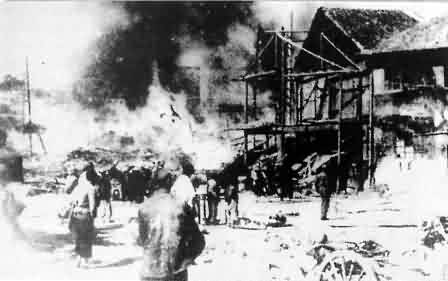
La ville fut pratiquement rasée par les incendies de 1938 causés par les bombardements nippons et la politique de la terre brûlée de Tchang Kaï-chek.

Au cours de la guerre sino-japonaise (1937-1945), la ville fut le théâtre d'une succession de violents affrontements culminant avec une importante défaite de l'armée impériale japonaise.

## Démographie
Comme dans la plupart des provinces chinoises, l'ethnie principale du Hunan est constituée par les Han. Il existe également d'autres ethnies, en particulier dans l'ouest de la province: Tujia, Miao, Dong, et Yao. À Changsha même, la plupart des habitants sont des Han. Toutefois, comme Changsha est une capitale provinciale active, on peut croiser des gens de toutes origines. Par exemple, certains marchands de rue originaires de différentes régions ou provinces, comme des marchands musulmans, originaire de la Région autonome du Xinjiang. Ils sont présents à Changsha comme dans les autres grandes villes chinoises.

## Culture
Le musée de la province a été créé dans les années 1950 et est proche du Parc Lieshi. Il comporte une grande collection d’antiquités parmi lesquelles beaucoup ont un caractère spécial et un style unique.
Les remparts Tianxin, détruits en 1938 dans un incendie et reconstruits en 1983. Aujourd’hui, les visiteurs peuvent y voir un pavillon de trois étages, supporté par cinq colonnes.
La rue Taiping, artère commerciale.
L’île de l’Orange : Située au centre de la rivière Xiang, elle a une superficie de 6 km2.
La montagne Yuelu : L’événement culturel le plus célèbre est la fête de la musique. Chaque année, cette fête est organisée sur l’île de l’Orange.

## Économie
En 2008, le PIB total a été de 374,4 milliards de yuans (54,82 milliards $) et le PIB par habitant de 56 620 yuans (8 289 $).

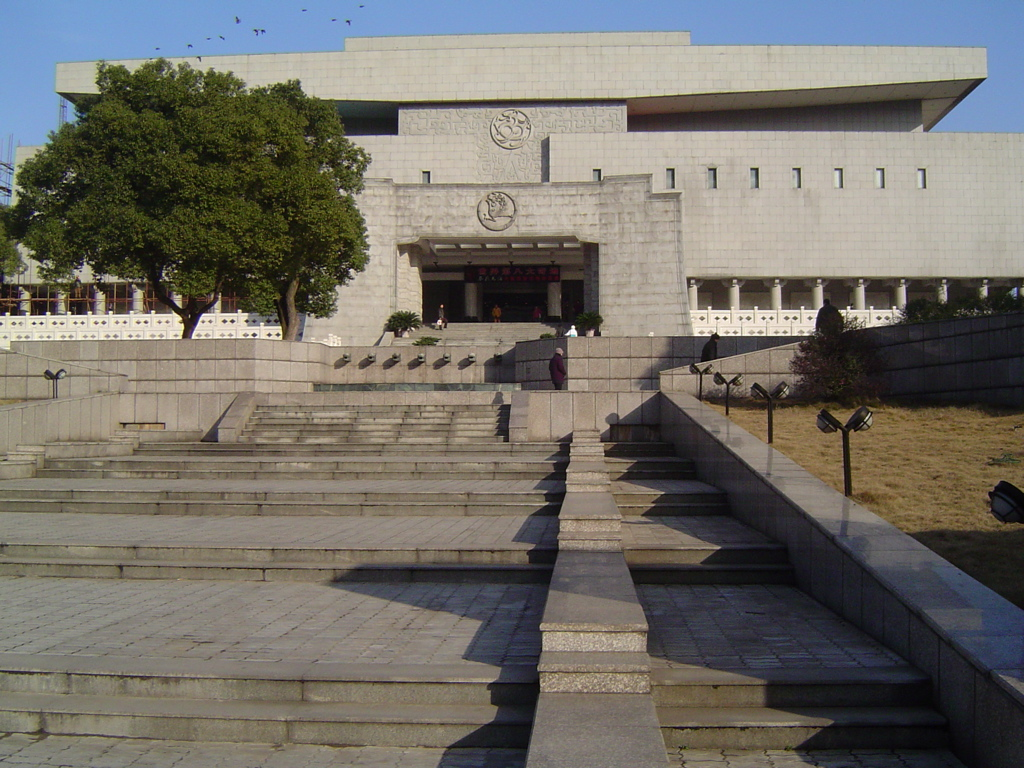
Le Musée provincial de Hunan

Changsha possède un aéroport (Datuopu ou Changsha Huanghua International Airport, code AITA : CSX).

## Lieux et monuments
Le building Sky City en projet, dont l'édification par le constructeur Broad Sustainable Building devait se terminer en mars 2013, aurait été avec ses 838 mètres de hauteur, la tour la plus haute du monde, supplantant la Burj Khalifa de Dubaï (828 mètres) de 10 mètres. La tour devait être édifiée à la campagne par assemblage d'éléments préfabriqués en un temps record de 3 mois. En mai 2013, la durée annoncée est allongée à 7 mois : le permis est reporté par les autorités locales pour des questions de sécurité, d'impact environnemental et de congestion, avec un début des travaux prévu pour le 22 juillet 2013.
Le 8 Juin 2016 le People's Daily publie que le projet avait été annulé à la suite de protestations sur les dommages environnementaux encourus par la zone humide de Daze Lake.

## Transports

### Métro
Une première ligne de métro, la ligne n°2 a ouvert le 1er mai 2014, après une journée d'essai en avril de la même année.

### Ferroviaire
La gare de Changsha est la principale gare ferroviaire de la ville. On peut y prendre des trains classiques.
- Les lignes à grande vitesse sont accessibles par la gare de Changsha-Sud.
- La ligne Maglev express de Changsha est une ligne à sustentation magnétique Maglev, de 18,6 km ouvert en avril 2016. Elle relie la gare du Sud à l'aéroport[8].

La ville est desservie par l'aéroport international de Changsha Huanghua (code AITA : CSX ; code OACI : ZGHA), situé à 20 km à l'ouest du centre urbain.

## Climat
Les températures moyennes de Changsha vont de +4,7 °C pour le mois le plus froid à +29,4 °C pour le mois le plus chaud, avec une moyenne annuelle de +17,3 °C ; la pluviométrie y est de 1 365,5 mm (chiffres arrêtés en 1988).

## Jumelages
- Mons (Belgique) depuis 1998[10]
- Kagoshima (Japon)[réf. nécessaire]

## Subdivisions administratives
La ville-préfecture de Changsha exerce sa juridiction sur neuf subdivisions - six districts, deux ville-district et une xian :
- le district de Yuelu - 岳麓区 Yuèlù Qū ;
- le district de Furong - 芙蓉区 Fúróng Qū ;
- le district de Tianxin - 天心区 Tiānxīn Qū ;
- le district de Kaifu - 开福区 Kāifú Qū ;
- le district de Yuhua - 雨花区 Yǔhuā Qū ;
- le district de Wangcheng - 望城区 Wàngchéng Qū ;
- la ville de Liuyang - 浏阳市 Liúyáng Shì ;
- la ville de Ningxiang - 宁乡市 Ningxiang Shì ;
- le xian de Changsha - 长沙县 Chángshā Xiàn ;

## Personnalités
- Can Xue (1953-), écrivaine.
- Xiong Ni (1974-), triple champion olympique de plongeon.
- Lu Li (1976-), championne olympique de gymnastique.
- Liu Xuan (1979-), gymnaste, championne olympique.
- Li Xiaopeng (1981-), gymnaste, quadruple champion olympique.
- Lay Zhang (1991-), chanteur et danseur, membre du boys-band sud-coréo-chinois EXO.

### Sources
- Zhongguo wanquan lvyou ditu ce - Ouvrage collectif - ED. Hunan ditu chu ban she - 2006